# Robert Cailliau

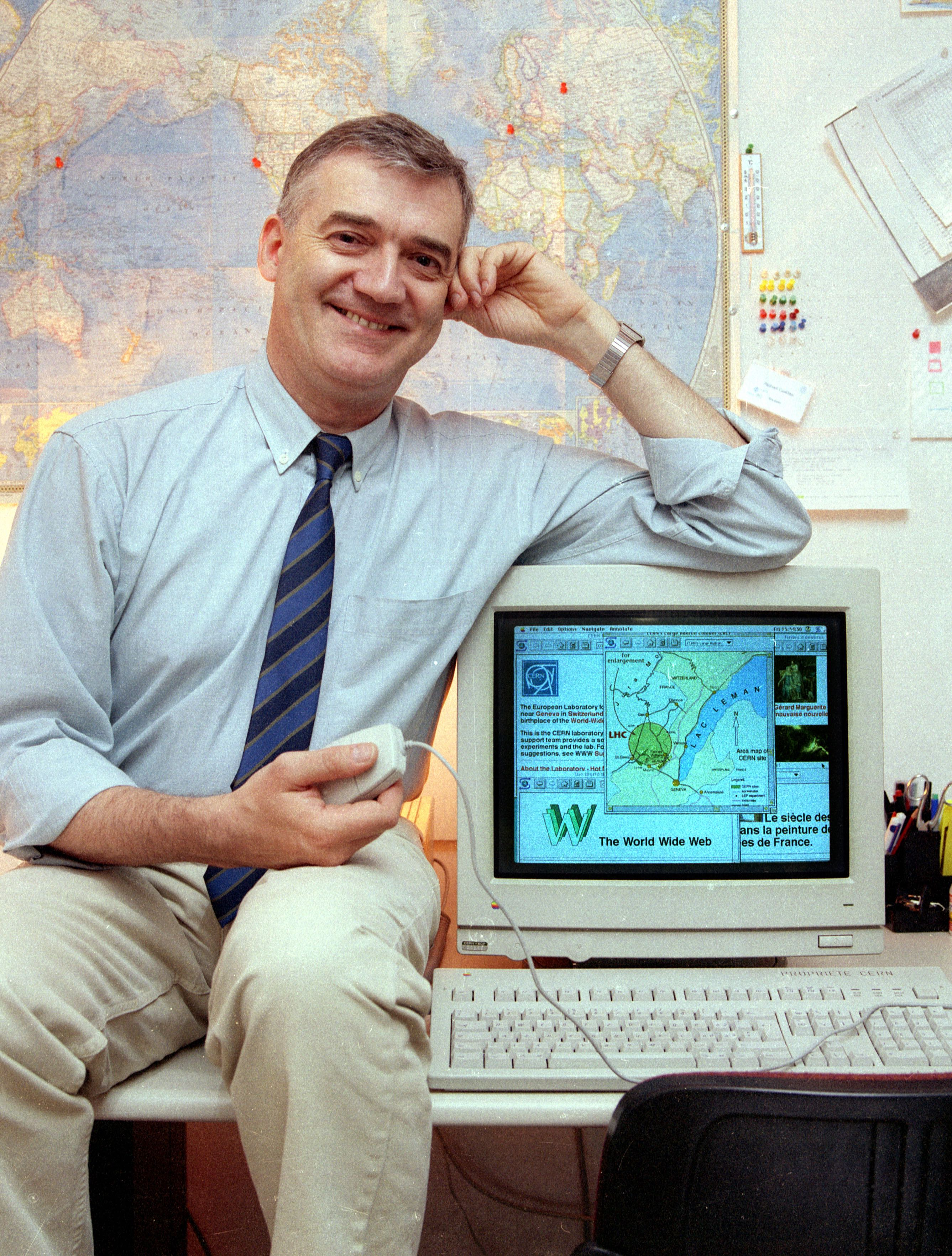
Robert Cailliau (1995)

Historisches WWW-Logo, von Cailliau entworfen

Robert Cailliau (* 26. Januar 1947 in Tongern) ist ein belgischer Informatiker.
Er wurde als Sohn eines Finanzbeamten geboren und studierte in Gent Elektrotechnik. Nach einem Masters-Abschluss in Michigan kehrte er zurück nach Gent und arbeitete im Hybridrechenlabor der Universität. Ein Gent-Graduierter im CERN forderte ihn im Dezember 1974 wegen Problemen in den Netzteilen des Proton Synchrotron Boosters an, wo er erfolgreich ein CERN-Fellowship beantragte. Nach seinem Militärdienst in der Königlichen Militärakademie, wo er u. a. mit der Programmierung von Computern beschäftigt war, kehrte er zum CERN zurück und erhielt dort 1980 eine Festanstellung.
Am 12. November 1990 veröffentlichte er gemeinsam mit Tim Berners-Lee das Konzept für ein weltweites Hypertext-Projekt, aus dem das World Wide Web hervorging.
Für seine Pionierleistung wurde Cailliau am 26. März 2010 in Zürich der Ehrenpreis der Best of Swiss Web Awards verliehen.

## Schriften
- James Gillies / Robert Cailliau: Die Wiege des Web. Die spannende Geschichte des WWW. Heidelberg 2002, ISBN 3-89864-108-2. Amerikanischer Originaltitel: How the Web Was Born: The Story of the World Wide Web. New York 2000, ISBN 0-19-286207-3.